# Субпрефектура Санту-Амару
Субпрефектура Санту-Амару (порт. Subprefeitura de Santo Amaro) — одна из 31 субпрефектур города Сан-Паулу, находится в северо-восточной части города. Общая площадь 37,8 км². Численность населения — 207 421 житель.
В составе субпрефектуры Санту-Амару 3 округа:
- Санту-Амару (Santo Amaro)
- Кампу-Белу (Campo Belo)
- Кампу-Гранди (Campo Grande)